# Cephalotrigona capitata
Cephalotrigona capitata är en biart som först beskrevs av Smith 1854.  Cephalotrigona capitata ingår i släktet Cephalotrigona och familjen långtungebin. Inga underarter finns listade.